# İnegöl
İnegöl là một huyện thuộc tỉnh Bursa, Thổ Nhĩ Kỳ. Huyện có diện tích 1031 km² và dân số thời điểm năm 2007 là 208314 người, mật độ 202 người/km².

## Thành phố kết nghĩa
İnegöl kết nghĩa với:
- Novi Pazar, Serbia
- Donji Vakuf, Bosnia và Herzegovina
- Dunaújváros, Hungary
- Mitrovica, Kosovo
- Takhtamukaysky, Nga